# 제이 굴드
제이슨 제이 굴드(영어: Jason Jay Gould, 1836년 5월 27일 ~ 1892년 12월 2일)는 미국의 자본가이며, 미국의 선도적인 철도 개발자이자 투기가이기도 하였다. 오랫동안 전형적인 ‘강도 남작’(악덕 자본가)으로 비난을 받아왔다. 포트폴리오닷컴은 굴드를 전 시대의 8번째 최악의 CEO로 랭크시켰다. 1차 자료를 통해 그를 연구하는 어떤 현대의 역사학자들은 그에 대한 다양한 신화들을 평가절하하고 있다.

## 생애
굴드는 뉴욕주 록스베리에서 존 버 굴드(1792년 -1866년)와 메리 무어(Mary More, 1798년 -1841년) 부부의 아들로 태어났다. 아버지는 영국인의 혈통이었으며, 어머니는 스코틀랜드 사람의 자손이었다. 굴드는 호바트 아카데미에서 수학하다가 16살 때 퇴학당했고, 아버지의 철물상에서 심부름을 시작했다. 그 후에도 독학으로 공부를 계속하여 측량 및 수학에 강해졌다. 이후 뉴욕주 서부에서 제재업과 가죽을 다루는 일을 했으며, 심지어 펜실베니아 스트로즈버그에서 은행 일을 하기도 했다.
굴드는 1863년에 헬렌 데이 밀러(1838년 -1889년)와 결혼하여 6명의 자녀를 두었다.

## 트위드 링 사건
굴드와 제임스 피스크가 태머니 홀에 관련되게 된 것은 비슷한 시기였다. 그들이 보스 트위드를 이리 철도 감독관으로 만들었고, 트위드는 그 대가로 그들에게 유리한 법률을 만들었다. 트위드와 굴드는 1869년에 토마스 내스트가 그린 정치 풍자 만화의 소재가 되었다. 1871년 10월 트위드가 100만 달러의 보석금을 냈을 때, 굴드가 기본 보증인이 됐다.

## 검은 금요일
1869년 8월, 굴드와 피스크는 금 가격의 상승으로 밀 값도 상승되기를 바라면서 시장을 매점하기 위해 금 사재기를 시작했다. 이것은 밀을 판매하려는 서부 농부의 밀 가격을 상승시켜, 동부의 빵 원료 운송료를 늘려 이리 철도의 하물량 증가로 이어질 것을 기대한 행위였다. 이 기간 굴드는 율리시스 그랜트 대통령의 처남 아벨 코빈과 접촉을 이용하여 대통령과 국무장관 호레이스 포터에 영향력을 행사하고자 했다. 이 금 투기는 1869년 9월 24일 ‘암흑의 금요일’이라는 공황까지 오르다, 20달러 금화 액면가에 대한 할증률은 62%에서 35%까지 떨어졌다. 굴드는 이 작업에서 명목상 이익을 얻었지만, 그 후 잇달은 소송에서 그것을 잃었다.
이 금투기 사건으로 굴드는 언론에서 마음대로 시장을 좌지우지할 수 있는 막강한 인물로서 명성을 얻게 되었다.

## 같이 보기
- 패러굴드